# Aratinga hnědohrdlý
Aratinga hnědohrdlý (Eupsittula pertinax) dosahuje délky přibližně 25 cm. Ve zbarvení převládá zelená, tváře a čelo jsou oranžové a prsa s hrdlem mají olivové zbarvení. Některé subspecie mají pouze oranžovou skvrnu okolo oka. Tento druh nevykazuje žádný zřetelný pohlavní dimorfismus ve zbarvení ani velikosti těla. Mladí ptáci postrádají živě oranžové vybarvení dospělců. Tento aratinga má hnědý zobák, šedé nohy a žlutou duhovku. Na svém rozsáhlém území výskytu tvoří aratinga hnědohrdlý 14 poddruhů.

## Ekologie
Aratinga hnědohrdlý je rozšířen od západní Panamy přes severní Kolumbii, Venezuelu, Guyanu až do amazonského území. Tento aratinga je vcelku hojným druhem; vyskytuje se hlavně v pobřežních oblastech a v porostech mangrovů. Žije ale též v zemědělských oblastech a zarostlých savanách. Podle IUCN klasifikován jako málo dotčený druh.
Mimo dobu hnízdění tvoří papoušci menší hejna, obvykle do 30 jedinců. Hnízdo si staví často ve stromových stavbách termitů, do kterých si vydlabává dutinu. Termiti oddělí papouščí hnízdo od zbytku kolonie, a vrátí se zpět až poté, co je papoušky opuštěno. Termiti mohou hnízdícím papouškům sloužit i jako ochrana před predátory. Snůška čítá 4 až 6 vajec, samička je zahřívá sama po dobu 23 až 25 dní. Po šestém týdnu života opouštějí mladí ptáci hnízdo.
Za potravu tomuto druhu slouží semena, výhonky a různé měkké plody, oříšky, květy a občasně i hmyz. Často pustoší ovocné plantáže či úrodu kukuřice. V přírodě se dožívá okolo 10 let, v zajetí až 25. Je náchylný k obezitě, která může zkrátit jeho život. V České republice jej chová Zoo Tábor a Papouščí Zoo Bošovice (u Vyškova).